# حفظ خارج النطاق

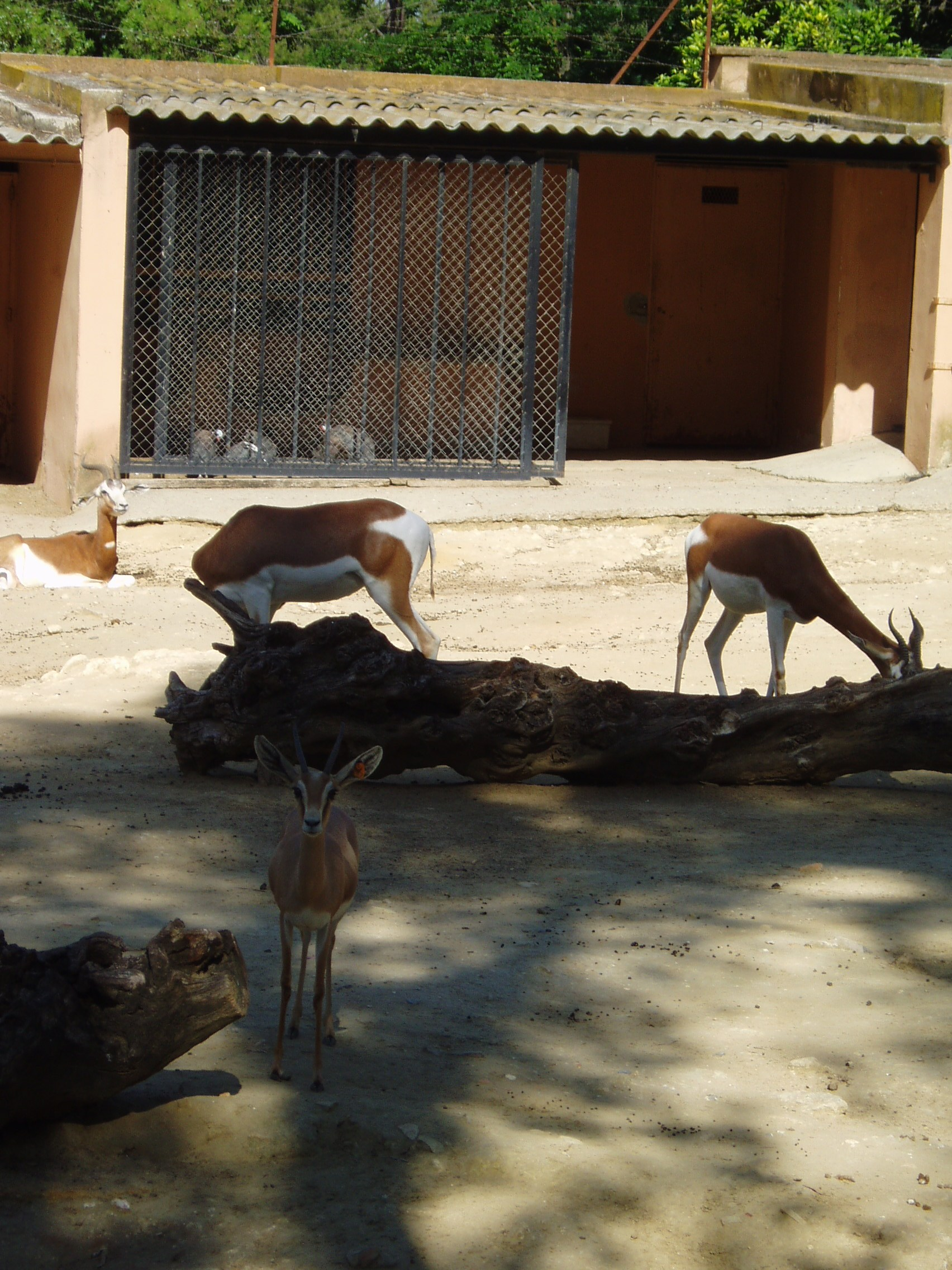

في علم الأحياء، الحفظ خارج النطاق هو عملية حماية الأنواع المهددة بالانقراض، أو تنوعها أو سلالتها، من النباتات أو الحيوانات خارج بيئتها الطبيعية؛ كأن يتم إزالة جزء من الموائل المهددة ووضعها في مكان جديد، والتي قد تكون منطقة برية أو في إطار رعاية البشر. وبتعريف آخر هي عملية لحفظ النباتات أو الحيوانات المهددة بالانقراض في مجال العناية الإنسانية من خلال منحها بيئتها الخاصة. من الأمثلة على حيوانات تم حفظها خارج النطاق وحيد القرن الهندي. تختلف درجة سيطرة البشر على الديناميكية الطبيعية للفئة الحيوانية المختارة على نطاق واسع، تشمل هذه السيطرة تغيير بيئات المعيشة وأنماط التكاثر والوصول إلى الموارد والحماية من الافتراس والموت. من الممكن تطبيق الحفظ خارج النطاق داخل أو خارج النطاق الجغرافي الطبيعي للنوع الحيواني. تعيش الأنواع خارج نطاقها الطبيعي بنمط حياتي مختلف. هذا يعني أنها لا تخضع لضغوط الانتقاء نفسها التي تتعرض لها الأنواع البرية، وقد تتعرض للانتقاء الاصطناعي إذا حوفظ عليها خارج النطاق لعدة أجيال.
يُحفظ التنوع البيولوجي الزراعي في مجموعات خارج النطاق الطبيعي. على شكل بنوك الجينات حيث يتم تخزين العينات من أجل الحفاظ على الموارد الوراثية لنباتات المحاصيل الرئيسية وأقاربها من النباتات البرية.

## المنشآت
تعد الحدائق النباتية وحدائق الحيوان من أكثر الطرق التقليدية للحفظ خارج النطاق الطبيعي. العينات محمية للتكاثر وإعادة إدخالها في الحياة البرية عند الضرورة والإمكان. هذه المنشآت لا توفر السكن والرعاية للعينات من الأنواع المهددة بالانقراض فحسب، بل لها أيضًا قيمة تعليمية بتبليغ الناس بحالة التهديد التي تواجهها الأنواع المهددة بالانقراض وبالعوامل المسببة لهذا التهديد، على أمل خلق اهتمام من الناس لوقف وعكس تلك العوامل التي تعرض بقاء هذه الأنواع للخطر. وهي من أكثر مواقع الحفظ خارج النطاق التي يزورها الناس، إذ تقدر منظمة إستراتيجية الحفاظ على حديقة الحيوان في العالم أن حدائق الحيوان المنظمة البالغ عددها 1100 في العالم تستقبل أكثر من 600 مليون زائر سنويًا. على الصعيد العالمي، يوجد ما مجموعه 2107 حوض بحري وحديقة حيوانات في 125 دولة. بالإضافة إلى ذلك، يحتفظ العديد من جامعي الحيوانات أو غيرهم من المجموعات غير الربحية بالحيوانات ويشاركون في جهود الحفظ أو إعادة وضعها في الطبيعة. يوجد ما يقرب من 2000 حديقة نباتية في 148 دولة تعمل على زراعة أو تخزين ما يقدر بنحو 80000 أصنوفة من النباتات.

## تقنيات النباتات

### الحفظ بالتبريد
يجري تخزين البذور، حبوب اللقاح، الأنسجة، أو الأجنة في النيتروجين السائل. تستخدم هذه الطريقة لتخزين المواد إلى موعد غير محدد تقريبًا من دون تلف، على مدار فترة زمنية طويلة أكثر بكثير من جميع أساليب الحفظ خارج النطاق الأخرى. يستخدم الحفظ بالتبريد أيضًا لحفظ مورثات المواشي من خلال الحفاظ على الموارد الجينية الحيوانية بالتبريد. توجد قيود تقنية تمنع عملية حفظ بعض الأنواع بالتبريد، لكن علم الأحياء البردي ما زال مفتوحًا للبحث النشط، وتجري فيه العديد من الدراسات المتعلقة بالنباتات.

### بنك البذور
تخزين البذور في بيئة ذات درجة الحرارة ورطوبة مُسيطر عليها. تستخدم هذه التقنية للأصنوفات التي تحتوي على بذور اعتيادية تتحمل الجفاف. تتراوح منشآت بنك البذور من الصناديق المغلقة إلى المجمدات أو الخزانات المُسيطر على مناخها. لا يتم عادة الاحتفاظ بالأصنوفات التي تحتوي على بذور صعبة لا تتحمل الجفاف في بنوك البذور لفترة طويلة.

### بنك جينات الحقل
تحافظ الزراعة في الهواء الطلق على التنوع الجيني للأنواع البرية أو الزراعية أو الغابية. تُحفظ الأنواع التي يصعب حفظها أو لا يمكن حفظها في بنوك البذور في بنوك الجينات الحقلية. يمكن أيضًا استخدام بنوك الجينات الحقلية في إنماء واختيار ذرية من الأنواع المخزنة بواسطة تقنيات تخزين أخرى.

### مجموعات زراعية
وهي النباتات تحت الرعاية البستانية في المناظر الطبيعية المبنية، وتكون عادة حديقة نباتية أو مشجرًا. تشبه هذه التقنية بنك جينات الحقل حيث يتم الحفاظ على النباتات في البيئة المحيطة، لكنها ليست متنوعة وراثيًا. هذه المجموعات عرضة للتهجين، والانتقاء الاصطناعي، والانجراف الجيني، وانتقال الأمراض. تُستخدم هذه التقنية لحفظ الأنواع التي لا يمكن حفظها بواسطة تقنيات أخرى خارج النطاق.

### بين الموقع
وهي النباتات تحت رعاية البستنة، لكن ظروف البيئة تكون قريبة من الظروف الأصلية. يحدث هذا في البيئات المُستعادة أو شبه الطبيعية. يستخدم هذا الأسلوب بشكل أساسي في الأصنوفات النادرة أو في المناطق التي تدهورت فيها البيئة الطبيعية بشدة.

## تقنيات الحيوانات
تُحفظ الأنواع والسلالات الحيوانية المهددة بالانقراض باستخدام تقنيات مماثلة. يمكن حفظ الأنواع الحيوانية في بنوك الجينات، والتي تتكون من منشآت مبردة تُستخدم لتخزين الحيوانات المنوية الحية أو البيوض أو الأجنة. على سبيل المثال، أنشأت جمعية علم الحيوان في سان دييغو حديقة حيوانات مجمدة لتخزين هذه العينات باستخدام تقنيات الحفظ بالتبريد لأكثر من 355 نوعًا، بما في ذلك الثدييات والزواحف والطيور.
أحد الأساليب المحتملة للمساعدة في تكاثر الأنواع المهددة بالانقراض هو الحمل بين الأنواع، حيث يتم زرع أجنة من الأنواع المهددة بالانقراض في رحم أنثى من الأنواع القريبة، وتحمله حتى ولادته. نُفذت هذه العملية لإنجاب الوعل الأسباني.

## الإدارة الجينية للحيوانات الأسيرة
تخضع المجموعات الأسيرة لمشاكل مثل انحدار زواج الأقارب، وفقدان التنوع الجيني والتكيف مع الأسر. من المهم إدارة المجموعات الأسيرة بطريقة تقلل من هذه المشاكل إلى أدنى حد والهدف هو أن تشبه الحيوانات التي ستعاد إلى موطنها الأصلي الحيوانات الأصلية بأكبر قدر ممكن، ما يزيد من نجاح فرص اندماجهما. خلال مرحلة النمو الأولية، تجري زيادة عدد الحيوانات بسرعة حتى تصل إلى العدد المطلوب. عدد الحيوانات المطلوب هو العدد اللازم للحفاظ على مستويات مناسبة من التنوع الجيني، والتي تعتبر عادة بنسبة 90% من التنوع الجيني الحالي بعد مرور 100 عام. يختلف عدد الأفراد المطلوب لتحقيق هذا الهدف بناءً على معدل النمو المحتمل والحجم الفعال والتنوع الجيني الحالي ووقت التوليد. بمجرد الوصول إلى العدد المطلوب، ينتقل التركيز إلى الحفاظ على العدد وتجنب المشكلات الوراثية داخل المجموعة الأسيرة.

### تقليل القرابة المتوسطة
تُعتبر إدارة أعداد الحيوانات استنادًا إلى تقليل قيم القرابة إلى أدنى حد وسيلة فعالة لزيادة التنوع الوراثي وتجنب زواج الأقارب داخل المجتمعات الأسيرة. القرابة هي احتمال أن يكون أليلان متطابقان من خلال النسب عند أخذ أليل واحد بشكل عشوائي من كل فردين متزاوجين. متوسط قيمة القرابة هو معدل قيمة القرابة بين فرد معين وكل فرد آخر من السكان. يمكن أن تحدد قيم القرابة أي من الافراد يجب تزاوجهما. عند اختيار الأفراد للتكاثر، من المهم اختيار الأفراد ذوي القيم الدنيا لمتوسط قيمة القرابة لأن هؤلاء الأفراد هم الأقل ارتباطًا بباقي الأفراد ولديهم أليلات أقل شيوعًا. هذا يضمن أن يتم تمرير الأليلات النادرة، مما يساعد على زيادة التنوع الجيني. من المهم أيضًا تجنب تزاوج فردين بمتوسط قيم قرابة مختلفة جدًا، لأن مثل هذا التزاوج يمرر كلًا من الأليلات النادرة الموجودة في الفرد مع متوسط قيمة القرابة المنخفضة مع الأليلات الشائعة الموجودة في الفرد ذي القيمة العالية إلى الأبناء. تتطلب تقنية الإدارة الوراثية هذه معرفة السلف، لذلك في الحالات التي يكون فيها السلف مجهولًا، من الضروري استخدام الوراثة الجزيئية مثل بيانات التكرارات المترادفة القصيرة الدقيقة للمساعدة في معرفة السلف المجهول.

### تجنب فقدان التنوع الجيني
غالبًا ما يُفقد التنوع الوراثي في أوساط الحيوانات الأسيرة بسبب تأثير المؤسس وعدد الأفراد الصغير. يعد الحد من فقدان التنوع الوراثي بين الحيوانات الأسيرة عنصرًا مهمًا من عناصر الحفظ خارج النطاق الطبيعي وهو أمر ضروري لإعادة تقديمها إلى بيئتها الطبيعية والنجاح طويل الأجل للأنواع، المجموعات الحيوانية الأكثر تنوعًا لديها إمكانيات تكيفية أعلى. يمكن التقليل من فقدان التنوع الوراثي إلى أدنى حد نتيجة لتأثير المؤسس من خلال ضمان وجود عدد كاف من مؤسسي المجموعة بدرجة كافية وممثلاً وراثياً للأفراد البرية الأصلية. غالبًا ما تكون هذه الخطوة صعبة لأن إزالة أعداد كبيرة من الأفراد من المجموعات البرية قد يقلل من التنوع الجيني لأنواع متأثرة أساسًا بقلة العدد. تعظيم حجم الحيوانات الأسيرة وحجم التجمع الفعال يمكن أن يقلل من فقدان التنوع الجيني عن طريق تقليل الخسارة العشوائية للأليلات بسبب الانجراف الوراثي. تقليل عدد الأجيال في الأسر هو وسيلة فعالة أخرى للحد من فقدان التنوع الجيني للحيوانات الأسيرة.

### تجنب التكيف مع الاسر
يُفضل الانتقاء سمات مختلفة بين المجموعات الأسيرة والأنواع البرية، لذلك قد ينتج عن ذلك تكيفات مفيدة للحيوانات الأسيرة ولكنها ضارة لها في البرية. يقلل ذلك من احتمالية نجاح عملية إعادة تقديمها إلى بيئتها الطبيعية، من المهم إدارة المجموعات الأسيرة بطريقة تحد من التكيف مع الأسر. يمكن تقليل عمليات التكيف مع الأسر عن طريق تقليل عدد الأجيال في الأسر إلى أدنى حد وزيادة الأعداد المهاجرة إليها من المجموعات البرية إلى أقصى حد. طريقة أخرى لتقليل التكيف مع الأسر هي التقليل من تأثير الانتقاء على المجموعات الأسيرة من خلال إنشاء بيئة مشابهة لبيئتها الطبيعية، مع الأخذ بالاعتبار إيجاد توازن بين بيئة تقلل من التكيف مع الأسر وبيئة تسمح بالتكاثر الكافي. يمكن تقليل عملية التكيف مع الأسر من خلال إدارة المجموعة الحيوانية الأسيرة على شكل مجموعات متفرقة. في هذه الاستراتيجية، تُقسم المجموعات الحيوانية الأسيرة إلى عدة مجموعات فرعية أو أجزاء يتم رعايتها بشكل منفصل. المجموعات الصغيرة لديها إمكانات تكيفية قليلة، وبالتالي فإن هذه المجاميع أقل عرضة لتراكم تكيفات الأسر مع الزمن. تتم رعاية المجاميع بشكل منفصل حتى يصبح التزاوج بين الأقارب مصدر مشاكل بين أفراد المجموعة الواحدة. ثم يجري تبادل المهاجرين بين المجاميع لتقليل زواج الأقارب، ثم تتم إدارة المجاميع بشكل منفصل مرة أخرى.

### إدارة الاضطرابات الوراثية
غالبًا ما تكون الاضطرابات الوراثية مشكلة في أوساط الحيوانات الأسيرة نظرًا لحقيقة أن المجموعات الحيوانية تولد لعدد صغير من المؤسسين. تكون كمية الأليلات الأكثر ضررًا منخفضة نسبيًا في عدد كبير من الحيوانات الذين يتكاثرون من خلال زواج الأباعد، ولكن عندما تتعرض المجاميع إلى حدث يؤدي إلى تقليل حاد في عددها خلال تأسيس مجموعة أسيرة، قد تبقى الأليلات النادرة سابقًا على قيد الحياة وتتزايد أعدادها. قد يزيد التزاوج بين الأقارب في هذه الحيوانات الأسيرة من احتمال التعبير عن أليلات ضارة بسبب زيادة التماثل في الاقترانية الزيجوتية بين الحيوانات. يمكن أن يؤدي ارتفاع حدوث الاضطرابات الوراثية داخل مجموعة من الحيوانات الأسيرة إلى تهديد بقائها وصعوبة إعادة إدخالها في نهاية المطاف إلى البرية. إذا كان الاضطراب الوراثي سائدًا، فقد يكون من الممكن القضاء على المرض بالكامل في جيل واحد عن طريق تجنب تزويج الأفراد المصابة. إذا كان الاضطراب الوراثي متنحي، فقد لا يمكن القضاء على الأليل بشكل كامل بسبب وجوده بشكل غير متأثر بالمرض في الاقترانية الزيجوتية المتغايرة. في هذه الحالة، فإن الخيار الأفضل هو محاولة تقليل تواتر الأليل إلى أدنى حد عن طريق اختيار الأزواج بشكل انتقائي. في عملية القضاء على الاضطرابات الوراثية، من المهم مراعاة أنه عندما يتم منع بعض الأفراد من التكاثر، قد يتسبب ذلك بضياع اليلات والتنوع جيني من المجموعة الحيوانية؛ إذا كانت هذه الأليلات غير موجودة في أفراد آخرين، ستضيع تمامًا. يؤدي منع بعض الأفراد من التكاثر أيضًا إلى تقليل الحجم الفعلي لعدد الحيوانات، والذي يرتبط بمشاكل مثل فقدان التنوع الجيني وزيادة التهجين.